# SUMMERS
SUMMERS（さまぁ～ず，又譯「夏天二人組」），日本搞笑組合，由大竹一樹（裝傻擔當）和三村勝和（吐槽擔當）兩人組成。所屬經紀公司是Horipro。號稱「東之寸劇職人」。
1988年結成組合，原名BACARDI（バカルディ），2000年改為現名。
主持多個著名深夜節目，有「深夜帝王」的美譽。

## 外部連結
- 公式プロフィール （页面存档备份，存于）
- YouTube上的さまぁ〜ずチャンネル頻道
- 大竹 一樹
  - 大竹一樹的X（前Twitter）
- 三村 マサカズ
- 三村マサカズ的X（前Twitter）
  - 三村マサカズ的Instagram帳戶